# Charles Grey, 1. Earl Grey

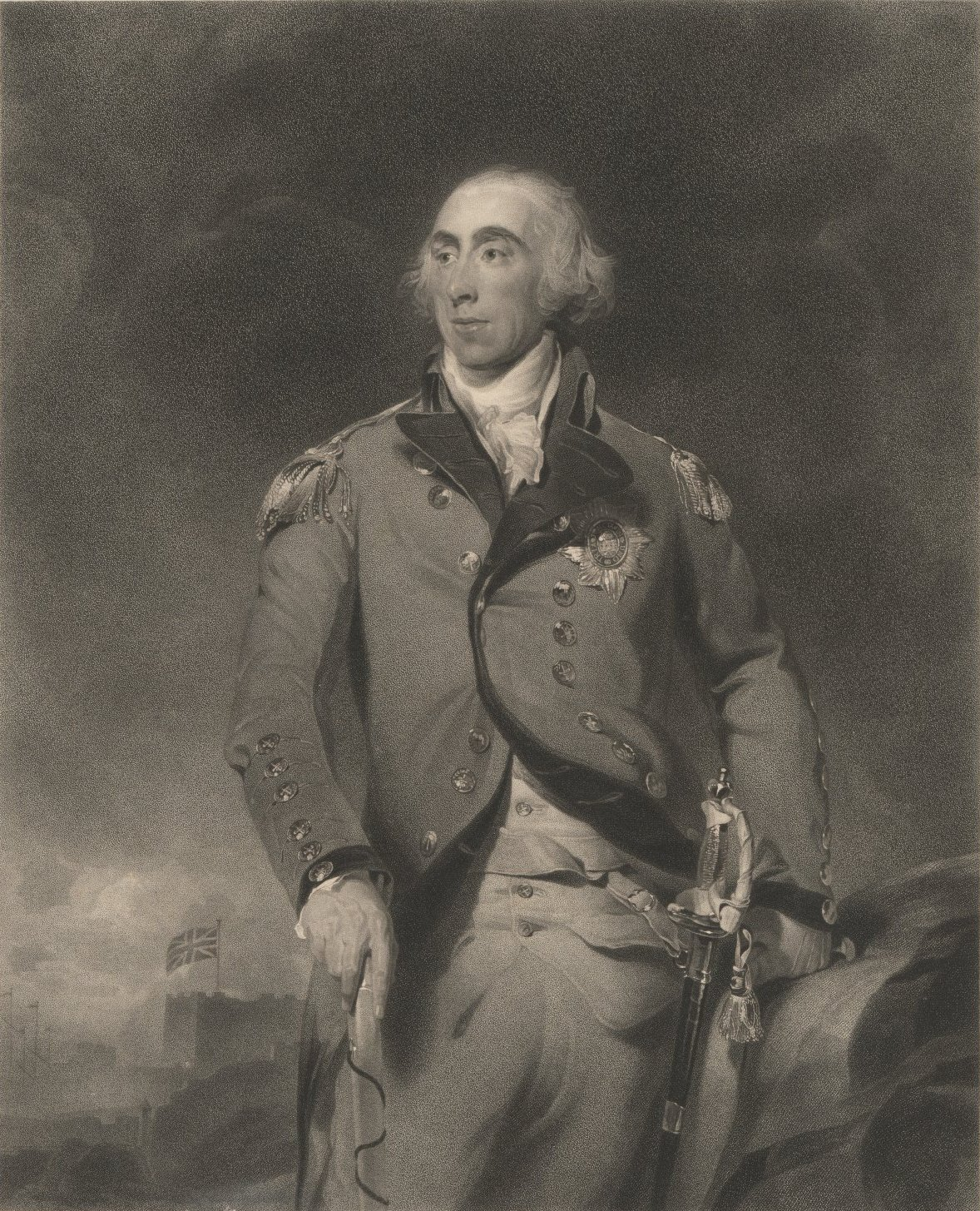
Charles Grey, 1. Earl Grey

Charles Grey, 1. Earl Grey, KB (* 23. Oktober 1729 in Howick, Northumberland; † 14. November 1807 in Howick, Northumberland) war einer der bedeutendsten britischen Generale des 18. Jahrhunderts.

## Leben
Charles Grey war der vierte Sohn von Sir Henry Grey, 1. Baronet (of Howick), aus dessen Ehe mit Hannah Wood. Die Familie war eine der bedeutendsten Grundbesitzerfamilien Northumberlands.
Charles trat 1744 als Ensign eines Infanterieregiments in die British Army ein und nahm 1745 an der Niederschlagung des Jakobitenaufstands teil. Im Siebenjährigen Krieg diente er als Adjutant im Stab des Herzogs Ferdinand von Braunschweig und später von Wilhelm Graf zu Schaumburg-Lippe in Portugal. 1772 stieg er in den Rang eines Colonel auf.
Während des Amerikanischen Unabhängigkeitskrieges war er einer der erfolgreicheren Heerführer. 1777 wurde er zum Major-General und 1778 zum Lieutenant-General befördert. Schließlich wurde er zum Oberbefehlshaber der britischen Truppen in Amerika ernannt, konnte aber wegen des Kriegsendes sein Amt nicht mehr antreten. 1783 wurde er als Knight Companion des Order of the Bath geadelt.
1793 wurde ihm der Oberbefehl über die Landstreitkräfte einer Flottenexpedition übertragen, die unter dem Kommando von Admiral Sir John Jervis stand und sich gegen die französischen westindischen Inseln richtete. Er erreichte die Inseln im Frühjahr 1794 und hatte bis Ende April Martinique, St. Lucia und Guadeloupe erobert.
Der militärische Erfolg zog ernsthafte Probleme nach sich. Während man auf Anweisungen aus England wartete, waren Grey und Jervis für die Interimsverwaltung der eroberten Inseln zuständig. Ihre Anordnungen bezüglich der Beuteverteilung führten zu heftigen Zerwürfnissen mit den britischen Westindien-Kaufleuten und schließlich zu einer parlamentarischen Untersuchung über die Amtsführung der beiden Oberbefehlshaber. Die Streitigkeiten und Gerichtsverfahren wurden erst 1806 endgültig entschieden.
Als Grey im November 1794 die Inseln wieder verließ, hatten die Franzosen Guadeloupe zurückerobert, die britischen Truppen waren durch eine Gelbfieberepidemie dezimiert und Grey war in eine erbitterte Auseinandersetzung mit seinem Stellvertreter, Lieutenant-General Robert Prescott, verwickelt. Grey meinte später, er wünschte, die Westindischen Inseln niemals gesehen zu haben.
In Erwartung einer französischen Invasion erhielt er im August 1796 das Kommando über den südlichen Militärdistrikt (Kent, Sussex und Surrey). Schon im Februar 1800 nahm er aus gesundheitlichen Gründen seinen Abschied. Trotz eines späteren Gesuchs, wieder in den aktiven Dienst zurückkehren zu dürfen, war seine militärische Karriere damit aber beendet.
Zwischen 1797 und 1807 war Charles Grey Gouverneur der britischen Kanalinsel Guernsey und von 1797 bis 1807 amtierte er als Colonel of the Regiment der 3rd (King’s Own) Dragoons.
In Anerkennung seiner Verdienste wurde Grey am 23. Juni 1801 als Baron Grey, of Howick in the County of Northumberland, zum erblichen Peer erhoben. Am 11. April 1806 wurde er zum Earl Grey und Viscount Howick erhoben. Er starb im darauf folgenden Jahr im Alter von 78 Jahren.

## Familie
Charles Grey war seit 1762 mit Elizabeth Grey (vor 1747–1822) verheiratet, der Tochter von George Grey of Southwick (1713–1746), mit der er sieben Kinder hatte. Er war der Vater des britischen Staatsmannes und Premierministers Charles Grey, 2. Earl Grey, nach dem der Earl Grey-Tee benannt ist. Seine Tochter Elizabeth war mit dem Politiker und Brauereierben Samuel Whitbread verheiratet.